# Dusty Diamond's All-Star Softball
Dusty Diamond's All-Star Softball (Japans: ソフトボール天国) is een videospel voor het platform Nintendo Entertainment System. Het spel werd uitgebracht in 1989. Met het spel kan de speler softbal spelen. Het is mogelijk om met een of twee spelers te spelen. Ook is het mogelijk eigen spelers te selecteren en een eigen team samen te stellen.

## Ontvangst
| Beoordeeld door                     | Jaar | Score |
| ----------------------------------- | ---- | ----- |
| NES Archives                        | 2006 | 91%   |
| The Video Game Critic               | 2002 | 83%   |
| Digital Press - Classic Video Games | 2003 | 80%   |

## Trivia
- De originele Japanse versie heeft voornamelijk dieren in plaats van menselijke spelers.